# Blanka von Burgund

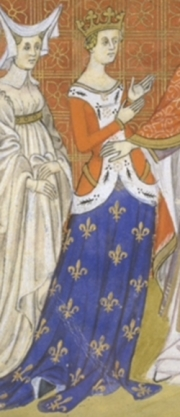
Blanka von Burgund (zeitgenössische Darstellung)

Blanka von Burgund (französisch Blanche de Bourgogne) (* 1295; † April 1326 in Maubuisson) war 1322 einige Monate lang Königin von Frankreich und Navarra.

## Leben
Blanka wurde als Tochter des Grafen Otto IV. von Burgund (Franche-Comté) und Mathilde, genannt Mahaut d’Artois, geboren. Im Jahr 1308 heiratete sie in Corbeil Karl von Frankreich, den dritten Sohn des Königs Philipp IV.
Zu Beginn des Jahres 1314 ließ Philipp IV. seine drei Schwiegertöchter, Margarete und die beiden Schwestern Blanka und Johanna von Burgund verhaften, nachdem – nach einer zeitgenössischen Chronik – seine eigene Tochter, Isabella von England, sie wegen Ehebruchs mit zwei jungen Rittern, Philippe und Gautier d’Aunay, angezeigt hatte (siehe: Tour de Nesle).
Unter der Folter sollen die Brüder die Beziehungen zu den Prinzessinnen gestanden haben, woraufhin sie in Pontoise hingerichtet wurden. Margarete und Blanka wurden in die Festung Château Gaillard gebracht und dort eingesperrt. Mit dem Tod ihres Schwiegervaters am 29. November 1314 wurde Margarete als Ehefrau seines Nachfolgers Königin von Frankreich. Am 15. August 1315 wurde sie erdrosselt in ihrem Gefängnis aufgefunden. Fünf Tage später schloss Ludwig X. seine zweite Ehe.
Als Karl 1322 als Karl IV. selbst König wurde (Blanka befand sich immer noch in Haft) war eine vergleichbare Situation wie 1315 eingetreten. Karl hatte bereits 1314 die Auflösung seiner Ehe gefordert, der Papst dies jedoch abgelehnt, da Ehebruch kein Auflösungsgrund war; eine Annullierung der Ehe wiederum kam nicht in Frage, da das Paar eine Tochter hatte, und der Vollzug der Ehe also offensichtlich war. Nachdem Karl König geworden war, hatte er mehr Erfolg. Die Auflösung der Ehe wurde am 19. Mai 1322 nun doch ausgesprochen, Blanka aus dem Gefängnis geholt und ihr „gestattet“, sich ins Kloster Maubuisson zurückzuziehen, wo sie 1326 starb.

## Belletristik
- Maurice Druon: Der Fluch aus den Flammen. Fischer Taschenbuch Verlag, Frankfurt am Main, 2. Auflage 2008, ISBN 978-3-596-17418-8
- Alexandre Dumas: La Tour de Nesle, Drama (1832)
- Marie Cristen: Turm der Lügen, Roman (2009)